# Municipio de Ixtenco
El municipio de Ixtenco (del yuhmu: Yxtëingo ‘Fiesta del atole agrio’‘yx, 'agrio'; të, atole; ingo, fiesta’) es uno de los 60 municipios del estado de Tlaxcala, México. Su cabecera es la localidad de Ixtenco. Se ubica en las faldas del volcán La Malinche o Matlalcueyetl, colindando al norte y oeste con el municipio de Huamantla, al sur con Zitlaltepec de Trinidad Sánchez Santos y al oriente con el Estado de Puebla en específico con el municipio de Nopalucan.
Se la ha reconocido como el último reducto de la cultura otomí en el estado de Tlaxcala. El cerro Xalapasco, una loma de origen volcánico famosa por sus múltiples cráteres, se encuentra dentro de los límites del municipio. Ixtenco es el nombre del pueblo porque se cuenta que los primeros pobladores hacían un ritual con atole agrio hecho con un tipo especial de maíz color vino en una cueva cercana.

## Historia
El pueblo de Ixtenco fue fundado por solicitud de los antiguos otomís posteriormente a la conquista, eligiendo un lugar ubicado a 3 kilómetros de su asentamiento prehispánico en las faldas de La Malinche (en yuhmu: Mhuyꞌe) y con objeto de alinearse a los conquistadores y estar mejor comunicados.
Dicha solicitud fue atendida por el señorío de Tizatlán quien envió en 1528 a don Juan Ponce de León, quien era un señor principal y el único en los llamados cuatro señoríos que conocía la lengua yuhmu. En este año se fechó la real cédula en la cual se mencionan 8 fundadores del pueblo de Ixtenco mencionando a don Diego Miguel como el principal de ellos.
En el siglo XVI los franciscanos se encargaron de evangelizar la zona. En 1555 se construyó la capilla de la Preciosa Sangre de Cristo y posteriormente se integró al templo de San Juan Bautista.

## Festividades y especialidades
A Ixtenco se lo conoce también como San Juan Ixtenco, en honor al santo patrón San Juan Bautista. Su fiesta de feria se celebra el 24 de junio, empezando con los novenarios desde el 14 de junio. Cada día 24 de mes se celebra además una procesión que terminan en la casa del mayordomo, pidiendo que cada uno de los asistentes lleve su "jarrito" ya que una de las principales preocupaciones del municipio es el medio ambiente, evitando el uso de desechables, práctica que empezó gracias a la preocupación de los pobladores, que ofrece la bebida local: el atole agrio o atole morado, especialidad que lleva un proceso de fermentación.
Por la tarde, se espera a la gente de la comunidad para la Matuma, un evento religioso presidido por un mayordomo y su grupo de apoyo conformado por diputados. Cada año se realiza en uno de los nueve barrios del pueblo, con el propósito de honrar a su santo patrón. En la Matuma se ofrece el mole de matuma o de ladrillo, conocido así por ese característico color. Entre sus ingredientes están el guajillo, masa, cilantro, carne de res, entre otros y es acompañado de tamalitos tontos elaborados con manteca de cerdo, masa de maíz y sal, además de no faltar el pulque.
Son muy especiales sus tapetes de aserrín de colores y flores que  elaboran en casi 3 kilómetros y medio de sus principales calles en la noche del 23 de junio de cada año. Esos tapetes pueden ser admirados en su largo recorrido pero por respeto no son pisados ya que será al paso de la imagen de San Juan Bautista cuando ella pasa sobre ellos.
Desde el año 2011 se ha iniciado una celebración más, La Fiesta del Maíz, que tiene como propósito la defensa y promoción de las distintas variedades de maíces criollos en contraposición al maíz transgénico que empresas como Monsanto quieren imponer en México, la cuna del maíz. La fiesta del maíz (en yuhmu: Ngo rꞌe dethä) nace del interés de la población por difundir y preservar el maíz criollo representativo de la región,  que dentro de nuestro país se ha visto afectado por la venta del maíz transgénico. Uno de los objetivos de esta feria es dar a conocer las variedades de producción y reproducción en las parcelas de los campesinos, aminorando el uso de productos químicos y así salvaguardar el que por años ha sido alimento de la población en México, es decir,  somos hombres y mujeres de maíz.
Desde 2011 se lleva a cabo entre los meses de marzo y abril, en el Municipio de Ixtenco, Tlaxcala, se realizan expo-venta de semillas de maíz, gastronomía y otras artesanías del lugar, conferencias, actividades culturales como danza, música y teatro. Campesinos de Ixtenco llevan sus semillas de maíz blanco, amarillo, rosa, azul, rojo, morado, negro, cacahuacentli y otros para promover su cultivo durante el próximo ciclo agrícola.
Artesanías
En Ixtenco se elaboran blusas y camisas de pepenado, siendo el único municipio en donde se elaboran esas prendas, así como fajas elaboradas en telar de cintura. También aquí se producen mosaicos aprovechando la variedad de texturas, tamaños y colores de las diversas semillas que se cultivan en el campo, así como de la colecta de semillas silvestres.

## Relaciones fraternas

### Hermanamientos
- Temoaya, México (2023)[7]
- Aculco, México (2023)[7]
- Acambay, México (2023)[7]
- Doctor Mora, México (2023)[7]
- Celaya, México (2023)[7]
- Amealco, México (2023)[7]
- Pahuatlan, México (2023)[7]
- Tecozautla, México (2023)[7]